# Szczepankowo (powiat ostródzki)
Szczepankowo – wieś w Polsce położona w województwie warmińsko-mazurskim, w powiecie ostródzkim, w gminie Grunwald. W latach 1975–1998 miejscowość należała administracyjnie do województwa olsztyńskiego.
W czasach krzyżackich wieś pojawia się w dokumentach w roku 1344, podlegała pod komturię w Olsztynku, były to dobra krzyżackie o powierzchni 44 włók. W czasie wojny polsko-krzyżackiej, w 1410 r. uległa zniszczeniu.